# August Burns Red
August Burns Red – amerykańska grupa wykonująca muzykę z pogranicza metalcore i rocka progresywnego, utworzony w marcu 2002 w Lancester w stanie Pensylwania, podczas gdy niektórzy członkowie zespołu byli jeszcze w liceum. Wkrótce po założeniu rozpoczęli koncertowanie w okolicach Lancester. Nazwa zespołu pochodzi od incydentu z udziałem pierwszego wokalisty - Jona Hersheya.

## Życiorys
W 2004 r. zespół nagrał minialbum pt. Looks Fragile After All. Po około roku, z nowym wokalistą zespół podpisał kontrakt z Solid State Records i 8 listopada 2005 r. wydał Thrill Seeker. W 2006 roku, perkusista Matt Greiner został przyjęty przez Truth Custom Drums.
Ich drugi album, The Messengers, został wydany 19 czerwca 2007. Efektem była sprzedaż ponad 90 000 egzemplarzy, ponadto album zadebiutował na 81. miejscu na liście Billboard 200.
Od kwietnia do maja 2008 r., August Burns Red koncertował z As I Lay Dying i Misery Signals.
Zespół koncertował od 27 sierpnia do 12 października 2008 wraz z A Skylit Drive, Sky Eats Airplane, Greeley Estates i This or the Apocalypse. Zespół odwiedził również Wielką Brytanię i Europę, gdzie podczas długiej, miesięcznej trasy w listopadzie 2008 r. zagrał w Niemczech, Finlandii, Norwegii, Szwecji, Wielkiej Brytanii, Irlandii, Irlandii Północnej, Włoch, Belgii, Holandii, Czech, Polsce, Słowacji, i Francji.
Zespół nagrał instrumentalne jeden z klasycznych utworów, „Carol of the Bells” pierwotnie nagrany dla X Christmas. Interpretację można usłyszeć podczas filmu „The Spirit”, który ukazał się w Boże Narodzenie 2008 roku. August Burns Red nagrał także cover „... Baby One More Time” z repertuaru Britney Spears na Punk Goes Pop #2 kompilacji, wydanej w marcu 2009.
August Burns Red wydał piosenkę „Chasing the Dragon”, która była częścią nowego minialbumu zatytułowanego Lost Messengers: Outtakes. Zawiera kulisy nagrań i przygotowania do wydania albumu Messengers. 6 marca 2009 roku zespół pierwszy raz zagościł na Bliskim Wschodzie, grając w Dubaju na „Desert Rock Festival”. Na trasie Headliner Spring Tour z All That Remains, że ich najnowszy album, o nazwie Constellations, ukazał się 14 lipca 2009. Nagrano także teledysk do piosenki „Meddler”, w czerwcu 2009 roku. Ukazała się także piosenka pt. „Thirty and Seven”, na MySpace na 14 czerwca 2009, a druga 21 czerwca 2009 pod tytułem „Existence”. Trzeci utwór 8 listopada z albumu został wydany 29 czerwca 2009 r.
W dniu 7 lipca 2009, tydzień przed premierą, August Burns Red rozpoczął przygotowania ich nadchodzącego albumu Constellations na żywo na Myspace. Według rankingów sprzedaży Billboard Constellations uplausował się na 24. miejscu w pierwszym tygodniu po premierze. Prapremiera nowego klipu pt. „Meddler” odbyła się na ich stronie MySpace 28 lipca 2009 roku. Wraz z zespołem Underoath, zespół rozpoczął krótką trasę począwszy od listopada wraz z zespołem Emery. 23 lutego 2010 płyta Constellations została nominowana na Dove Awards jako „Best Rock Album”.

### Wiara chrześcijańska
August Burns Red jest chrześcijańskim zespołem. JB Brubaker w rozmowie z internetowym magazynem Shout! powiedział, że „Chrześcijaństwo jest religią, a nie stylem w muzyki”, oraz że „po prostu niech muzyka mówi sama za siebie”. Jednakże Brent Rambler, drugi gitarzysta zespołu, skomentował ten fakt, iż „Dla nas jest to ważne, że ludzie wiedzą, że rzeczywiście jesteśmy chrześcijanami... bez naszego stania na scenie i wkładania tego ludziom na siłę do gardła”.

## Muzycy
Obecny skład zespołu
- JB Brubaker − gitara prowadząca (od 2002)
- Brent Rambler − gitara rytmiczna (od 2002)
- Matt Greiner − perkusja, instrumenty klawiszowe (od 2002)
- Jake Luhrs − wokal prowadzący (od 2006)
- Dustin Davidson − gitara basowa, wokal wspierający (od 2006)

Byli członkowie
- Jon Hershey − wokal prowadzący (2002-2004)
- Josh McManness − wokal prowadzący (2005)
- Jordan Tuscan − gitara basowa (2002-2005)

## Dyskografia
Albumy studyjne
| Thrill Seeker               | - Data: 8 listopada 2005 - Wydawca: Solid State Records | –  | – | –  |                 |
| Messengers                  | - Data: 19 czerwca 2007 - Wydawca: Solid State Records  | 81 | 1 | —  |                 |
| Constellations              | - Data: 14 lipca 2009 - Wydawca: Solid State Records    | 24 | 1 | —  | - USA: 90 tys.+ |
| Leveler                     | - Data: 21 czerwca 2011 - Wydawca: Solid State Records  | 11 | 1 | 23 | - USA: 29 tys.+ |
| Rescue & Restore            | - Data: 25 czerwca 2013 - Wydawca: Solid State Records  | 9  | 2 | 15 | - USA: 26 tys.+ |
| Found in Far Away Places    | - Data: 29 czerwca 2015 - Wydawca: Fearless Records     | 9  | 1 | 7  | - USA: 29 tys.+ |
| „—” album nie był notowany. |                                                         |    |   |    |                 |

Albumy świąteczne
| Tytuł                                    | Dane dot. albumu                                           | Pozycja na liście | Pozycja na liście |
| Tytuł                                    | Dane dot. albumu                                           | USA               | USA Christ.       |
| ---------------------------------------- | ---------------------------------------------------------- | ----------------- | ----------------- |
| August Burns Red Presents: Sleddin' Hill | - Data: 9 października 2012 - Wydawca: Solid State Records | 147               | 8                 |

Albumy koncertowe
| Tytuł | Dane dot. albumu                                        | Pozycja na liście | Pozycja na liście |
| Tytuł | Dane dot. albumu                                        | USA               | USA Christ.       |
| ----- | ------------------------------------------------------- | ----------------- | ----------------- |
| Home  | - Data: 28 września 2010 - Wydawca: Solid State Records | 121               | 10                |